# Gelege (Textiltechnik)
Ein Gelege ist ein Flächengebilde, das aus einer oder mehreren Lagen von parallel verlaufenden, gestreckten Fäden besteht. An den Kreuzungspunkten werden die Fäden üblicherweise fixiert. Die Fixierung erfolgt entweder durch Stoffschluss oder mechanisch durch Reibung und/oder Formschluss. Es existieren folgende Arten von Fadengelegen:
- monoaxiale oder unidirektionale, die durch das Fixieren einer Schar von parallelen Fäden entstehen
- biaxiale, bei denen zwei Scharen von parallelen Fäden in Richtung von zwei Achsen fixiert werden
- multiaxial: mehrere Scharen aus parallelen Fäden werden in Richtung verschiedener Achsen fixiert.

Die Fadenlagen bei mehrlagigen Gelegen können alle unterschiedliche Orientierungen aufweisen, auch aus unterschiedlichen Fadendichten und unterschiedlichen Fadenfeinheiten bestehen. Im Vergleich zu Geweben haben Gelege als Verstärkungsstrukturen in Faser-Kunststoff-Verbunden bessere mechanische Eigenschaften, da die Fäden in gestreckter Form vorliegen und damit keine zusätzliche Strukturdehnung vorliegt und die Ausrichtung der Fäden speziell für den jeweiligen Anwendungsfall definiert werden kann. Aufgrund dieser gestreckten Form wird ein Gelege im englischen Sprachraum und auch im internationalen Handel als non-crimp fabric (NCF) bezeichnet.

## Herstellung

Prinzipskizze eines verwirkten multiaxialen Geleges

Für die Herstellung von Gelegen kommen Rovings aus Chemiefaserfilamenten (insbesondere aus Glas, Kohlenstoff, Aramiden), Multifilamentgarne aus den gleichen Rohstoffen, aber auch aus hochfestem Polyester, sowie Spinnfasergarne aus Chemiefasern und Naturfasern zum Einsatz. Rovings, Multifilamentgarne und Spinnfasergarne werden übergeordnet auch als Fäden bezeichnet und entsprechend die daraus erzeugten Gelege meist als Fadengelege.
Die Anlagen zur Herstellung von Gelegen integrieren das Bilden der Fadengelegestruktur mittels spezieller Fadenlegevorrichtungen als auch das unmittelbare Verbinden der gelegten Fäden innerhalb einer Fadenlage, wenn beabsichtigt, und zwischen den verschiedenen Fadenlagen, die die bei multiaxialen Gelegen bis zu sieben Lagen erreichen können.
Die einzelnen Lagen unterscheiden sich in der Fadenorientierung, deren Ausrichtung mit einem Winkel zur Produktionsrichtung angegeben wird (Produktionsrichtung: 0°-Lage). Es existieren einlagige, einaxiale Gelege sowohl in 0°-, als auch in 90°-Richtung, die meist unmittelbar mit Matten oder Vliesen direkt verfestigt werden. Weiterhin gibt es auch zweilagig oder dreilagig (zwei gleichgerichtete Lagen mit einer anders gerichteten Zwischenlage) biaxiale Gelege, in denen die Ausrichtung der Fäden meist 0° und 90° (aber auch +45°/−45°) erfolgt. Mehrlagige, multiaxiale Gelege, mit einer Lagenausrichtung z. B. 90°, −45°, 0°, +45° (vierlagig), aber auch anderen Orientierungsverhältnissen sind möglich, um sie den speziellen Belastungsverhältnissen im Gebrauch anzupassen.
Die Fixierung der Gelegefäden untereinander insbesondere bei Gitterstrukturen erfolgt vornehmlich durch spezielle, auf zumindest ein Fadensystem aufgebrachte Bindemittel oder durch Thermofixierung bei Verwendung von Bikomponentenfilamenten. Die mechanische Verfestigung hat sich aber durchgesetzt, da damit mehrere Fadensysteme gleichzeitig verbunden werden können und auch eine freie Beweglichkeit der Gelegefäden an den Kreuzungspunkten erhalten bleibt. Die mechanische Fixierung kann mit speziellen Stickmaschinen, Kettenwirkmaschinen oder Nähwirkmaschinen ausgeführt werden.
Die Produktionsgeschwindigkeit von glasfaserverarbeitenden Multiaxial-Kettenwirkmaschinen liegt bei etwa 6 m/min.

## Einsatzgebiete
Anwendungsgebiete, in denen mit Gelegen verstärkte Verbundbauteile eingesetzt werden, sind u. a.:
- Boots- und Yachtbau
- Fahrzeugbau
- Schienenverkehrstechnik
- Großbehälterbau
- Sportgeräte
- Automobiltechnik
- Flugzeugbau

Weiterhin kommen Gelege u. a. vor in:
- Dachbahnen
- Bodenbelägen
- Verstärkten Folien
- Klebebänder
- Bauplatten
- Geotextilien
- Segeln
- Glastüren
- Verpackungsmaterialien.